# Eriko Sato (calciatrice)
Eriko Sato (佐藤 衣里子?, Sato Eriko; Shizuoka, 25 novembre 1985) è un'ex calciatrice giapponese di ruolo centrocampista.

## Carriera

### Nazionale
Il 27 luglio 2003, Sato è convocata nella Nazionale maggiore in occasione di una partita contro Australia. In tutto, Sato ha giocato 2 partite con la Nazionale nipponica.

## Statistiche

### Cronologia presenze e reti in nazionale
| Cronologia completa delle presenze e delle reti in nazionale ― Giappone | Cronologia completa delle presenze e delle reti in nazionale ― Giappone | Cronologia completa delle presenze e delle reti in nazionale ― Giappone | Cronologia completa delle presenze e delle reti in nazionale ― Giappone | Cronologia completa delle presenze e delle reti in nazionale ― Giappone | Cronologia completa delle presenze e delle reti in nazionale ― Giappone | Cronologia completa delle presenze e delle reti in nazionale ― Giappone | Cronologia completa delle presenze e delle reti in nazionale ― Giappone |
| Data                                                                    | Città                                                                   | In casa                                                                 | Risultato                                                               | Ospiti                                                                  | Competizione                                                            | Reti                                                                    | Note                                                                    |
| ----------------------------------------------------------------------- | ----------------------------------------------------------------------- | ----------------------------------------------------------------------- | ----------------------------------------------------------------------- | ----------------------------------------------------------------------- | ----------------------------------------------------------------------- | ----------------------------------------------------------------------- | ----------------------------------------------------------------------- |
| 27-7-2003                                                               | Sendai                                                                  | Giappone                                                                | 0 – 0                                                                   | Australia                                                               | Tournament of 3 Nations                                                 | -                                                                       |                                                                         |
| 10-3-2008                                                               | Cipro                                                                   | Giappone                                                                | 3 – 1                                                                   | Russia                                                                  | Cyprus Cup 2008                                                         | -                                                                       |                                                                         |
| Totale                                                                  |                                                                         | Presenze                                                                | 2                                                                       |                                                                         | Reti                                                                    | 0                                                                       |                                                                         |